# John Negroponte
John Dimitri Negroponte, född 21 juli 1939 i London, Storbritannien, är en amerikansk diplomat och politiker. Han var USA:s biträdande utrikesminister 2007–2009. Han var ambassadör i Honduras 1981–1985, ambassadör i Mexiko 1989–1993, ambassadör i Filippinerna 1993–1996, USA:s FN-ambassadör 2001–2004, ambassadör i Irak 2004–2005 och underrättelsechef (Director of National Intelligence) 2005–2007.